# 왈리스 푸투나 축구 국가대표팀

왈리스 푸투나 축구 국가대표팀은 왈리스 푸투나를 대표하는 축구팀이다. 이 팀은 FIFA 및 오세아니아 축구 연맹 회원국이 아니기 때문에, FIFA 및 오세아니아 축구 연맹이 주관하는 대회에는 참가하지 않는다. 국제 대회 출전이라고는 퍼시픽 게임 밖에 없으며 6번 출전해서 그 가운데 1979년과 1983년 대회에서 8강에 진출한 기록이 남아있다.